# Friedrich Kellner von Köllenstein

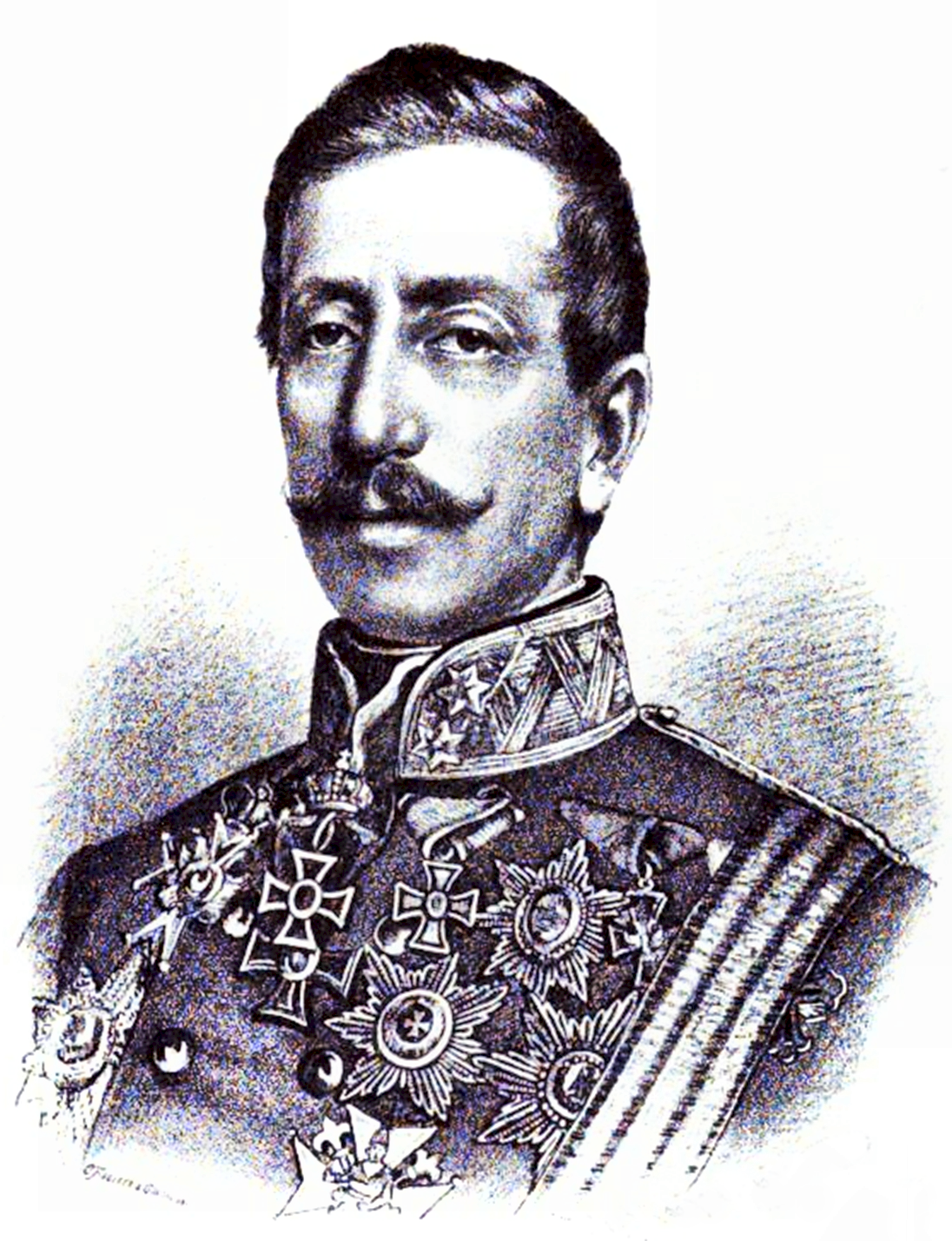
Friedrich Kellner von Köllerstein 1853

Friedrich Marcus Freiherr Kellner von Köllenstein (* 4. Juni 1802 in Theresienstadt; † 12. Januar 1881 in Wien) war ein österreichischer Geheimer Rat, Feldzeugmeister, Oberleutnant der 1. Arcièren-Leibgarde und Inhaber des Infanterieregiments Nr. 41 sowie Mitglied des Herrenhauses des österreichischen Reichsrats auf Lebenszeit.

## Herkunft und Familie
Friedrich war der Sohn des am 14. August 1822 in den erbländisch-österreichischen Adelstand mit dem Prädikate „von Köllenstein“ erhobenen Hauptmanns Christoph Kellner (* 1764 in Sondershausen, Schwarzburg-Sondershausen) und der Josepha Gräfin Troyer von Aufkirchen (* 22. Juli 1781 in Fiume). 
Er vermählte sich 1831 mit Elisabeth von Skerbinek (* 18. November 1806 in Wien) und hatte zwei Töchter, Anna (* 16. April 1836), verheiratet mit Alfred Ritter von Kodolitsch, und Hermine (* 31. Januar 1839), verehelicht mit Franz Freiherrn von Teuchert, sowie zwei Söhne. Letztere dienten auch im Militärdienst. Friedrich (* 22. August 1834) wurde k. u. k. Oberst, Karl (3. Oktober 1837; † 9. November 1902) mit Rang vom 31. Oktober 1885 k. u. k. Generalmajor. Sein Bruder Carl Kellner von Köllenstein (* 30. April 1807 in Litoměřice, † 1849 in Komárom) war ebenfalls Offizier. Er starb während der Belagerung von Komorn an der Cholera.

## Biographie

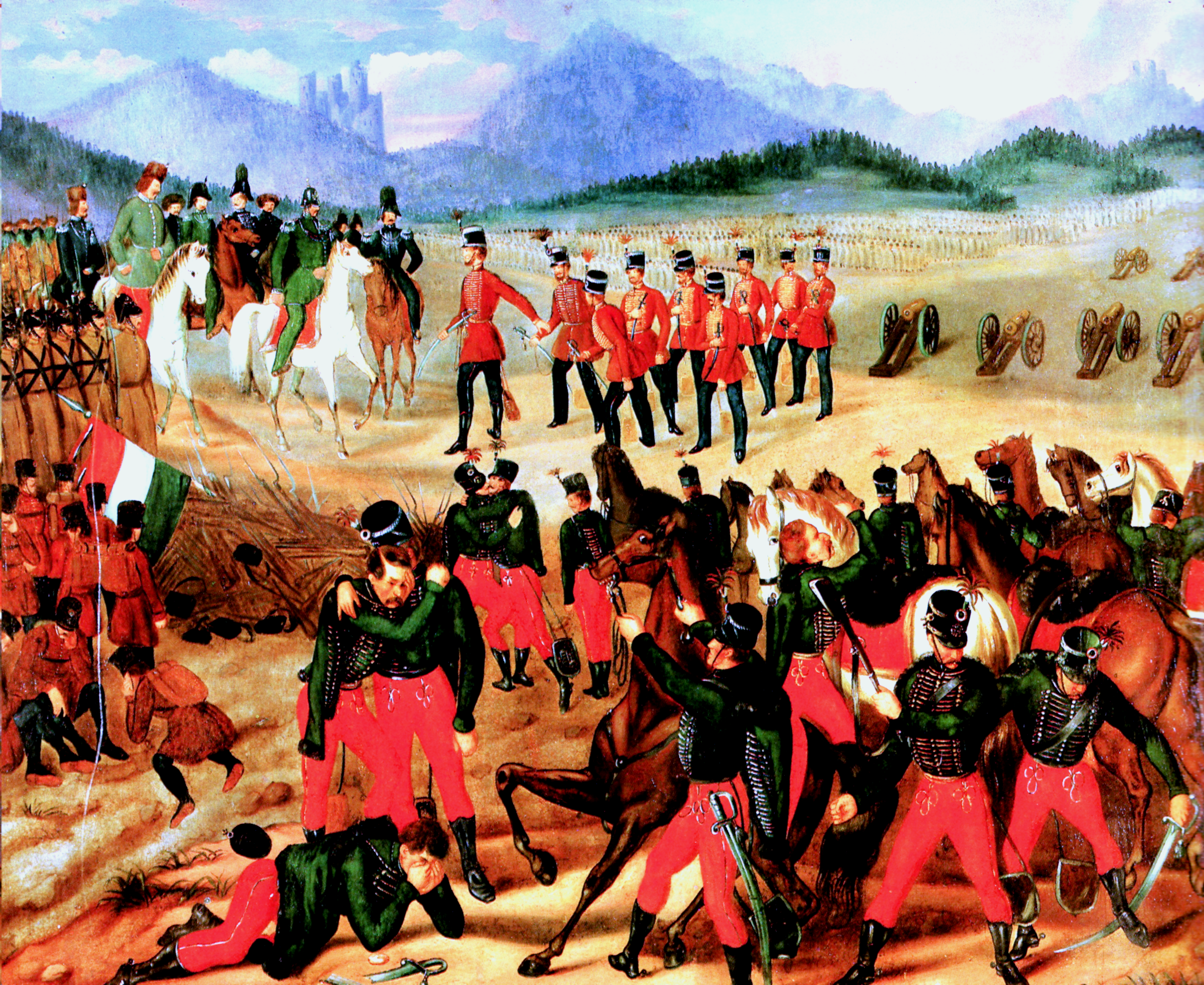
Kapitulation der Ungarn bei Világos 1849

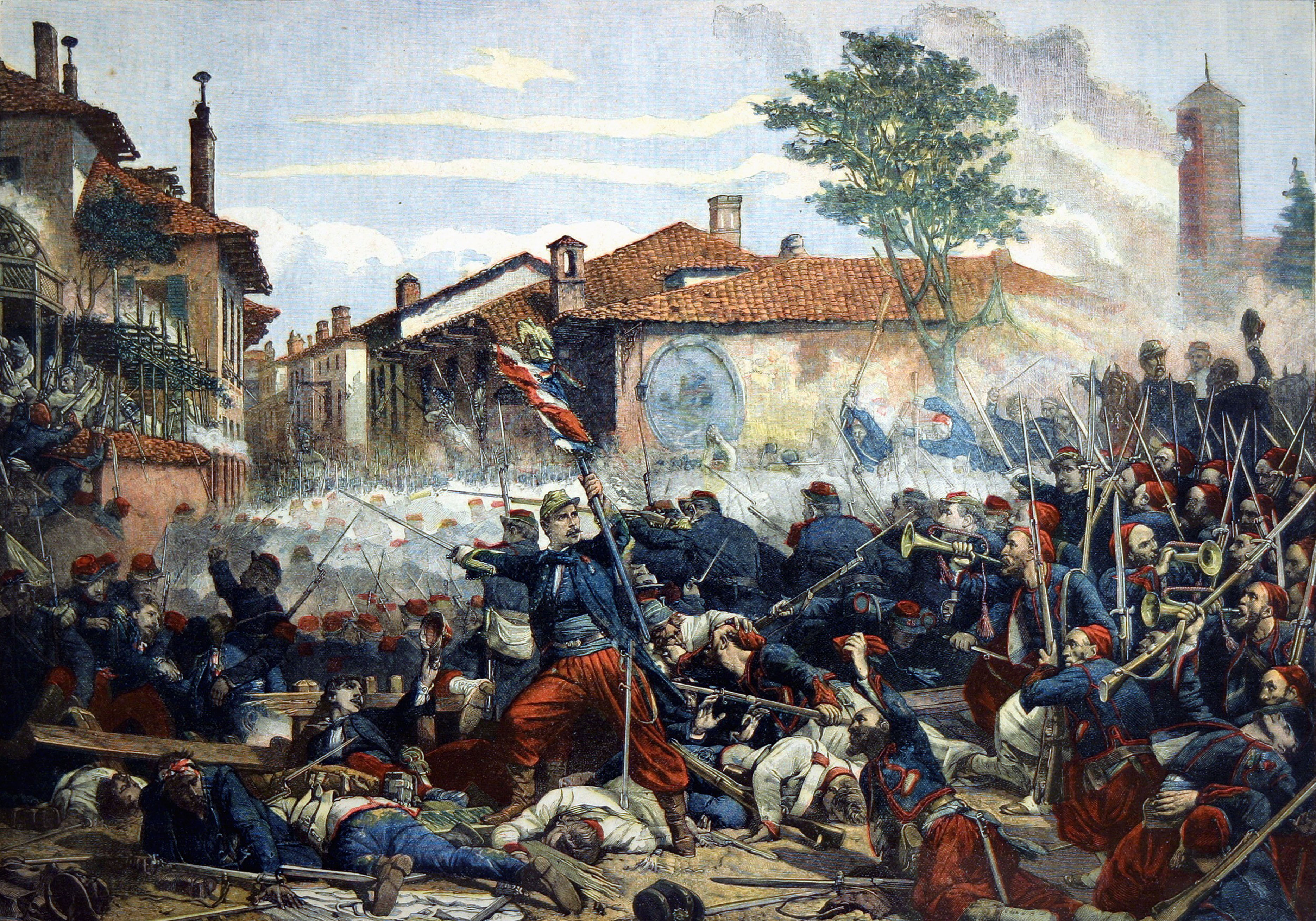
Schlacht von Solferino, 1859

Kellner erhielt die militärische Ausbildung in der Wiener-Neustädter Militärakademie, aus welcher er im Anfang 1821 als Unterleutnant in das Jäger-Bataillon Nr. 9 eingeteilt und am 12. Oktober des Jahres Leutnant wurde. In demselben rückte er am 16. September 1830 zum Oberleutnant, sodann am 1. Juni 1835 zum Kapitänleutnant vor und kam im Jahr 1838 als Hauptmann zum Jäger-Bataillon Nr. 6.
Von da, am 17. Oktober 1842 zum Major beim Wimpffen-Infanterieregiment Nr. 13 befördert, wurde Kellner General-Kommando-Adjutant in Wien, sodann am 3. Oktober 1846 Oberstleutnant in diesem Amt. Seine wichtige und zweckentsprechende Tätigkeit in dieser Verwendung brachte ihm im Mai 1846 die Ernennung zum Militärreferenten im Staatsrat ein, wo er am 14. Oktober 1846 zum Oberst vorrückte und bis zur Auflösung des Staatsrates im Mai 1848 verblieb. Im November 1848 wurde Kellner Militärreferent im Kriegsministerium und verblieb in dieser Verwendung bis zu seiner mit Rang vom 8. April 1849 erfolgten Ernennung zum Generalmajor und Stellvertreter des Kriegsministers. Er hatte inzwischen die Belagerung und Einnahme Wiens, dann die Gefechte beim Einmarsch in Ungarn bei Bruck an der Leitha und Prellenkirchen mitgemacht, wozu er sich freiwillig gemeldet hatte.
Der General wurde mit Allerhöchstem Handschreiben von 27. Mai 1849 zum zweiten Generaladjutanten des Kaisers ernannt und 1851 der Central-Militär-Kanzlei des Armeeoberkommandos unter Karl Ludwig von Grünne zugeteilt. Er wurde auch wiederholt mit diplomatischen Sendungen betraut. So bediente sich der Kaiser in vielen Fällen seiner, wenn Ortschaften und Städte der Monarchie von großer Feuer- oder Wassernot betroffen wurden, bei der Verteilung der angewiesenen hohen Spenden. Seine bedeutendste Mission aber war jene Ende des Jahres 1852 in Dalmatien, um die Verwicklungen in Montenegro zu einer Lösung zu bringen. Nachdem er diese erfolgreich durchgeführt hatte, wurde er 1852 zum General-Adjutanten Kaiser Franz Josephs I. befördert, dann am 8. April 1853 mit dem Komturkreuz des Leopold-Ordens ausgezeichnet und dessen Statuten gemäß bereits mit Diplom vom 22. Juni des Jahres zu Wien in den erbländisch-österreichischen Freiherrnstand erhoben. Außerdem rückte er am 9. November 1853 zum Feldmarschallleutnant vor. Ferner erhielt er am 24. April 1854 die geheime Ratswürde und wurde am 8. Mai 1857 Inhaber des Infanterieregiments Nr. 41 (vormals Sivkovich).
Im Krieg von 1859 kämpfte Kellner an der Seite des Kaisers in der Schlacht von Solferino mit. Am 20. Oktober 1859 wurde er unter Verleihung des Eiserne-Krone-Ordens 1. Klasse von dem bekleideten Posten eines General-Adjutanten enthoben und zum Oberleutnant der 1. Arcièren-Leibgarde ernannt und wurde im April 1861 Mitglied des Herrenhauses auf Lebenszeit. Er trat zum 1. Jänner 1867 in den Ruhestand, den er in Wien verbrachte.
Der Freiherr wurde noch am 17. August 1875 mit dem Titel eines Feldzeugmeister ad honores geehrt. Er war Ehrenbürger der Städte Debreczin, Erlau und Pettau.

## Auszeichnungen
Für seine vielseitigen ersprießlichen Tätigkeiten wurde er mit zahlreichen Orden dekoriert.
- Orden der Eisernen Krone, Ritter I. Klasse
- Österreichisch-kaiserlicher Leopold-Orden, Komtur, 1853
- K. k. Militärverdienstkreuz (KD.), 1849
- Preußischer Roter Adlerorden, Ritter I. Klasse
- Verdienstorden der Bayerischen Krone, Großkreuz, 1858[12]
- Sächsischer Albrechts-Orden, Großkreuz
- Hessischer Verdienstorden Philipp des Großmütigen, Großkreuz
- Anhaltinischer Hausorden Albrechts des Bären, Kommandeur I. Klasse, genehmigt am 18. November 1852 (Genehmigung)
- Russischer Orden der Heiligen Anna, Ritter I. Klasse mit Brillanten
- Russischer Sankt-Stanislaus-Orden, Ritter II. Klasse mit der Krone
- Russischer Orden des Heiligen Wladimir, Ritter II. Klasse
- Päpstlicher Gregoriusorden, Großkreuz
- Orden des heiligen Joseph (Toskana), Großkreuz
- Sizilianischer Januariusorden, Ritter
- Parmesischer Konstantinischer St.-Georgs-Ordens, Ritter I. Klasse

## Wappen

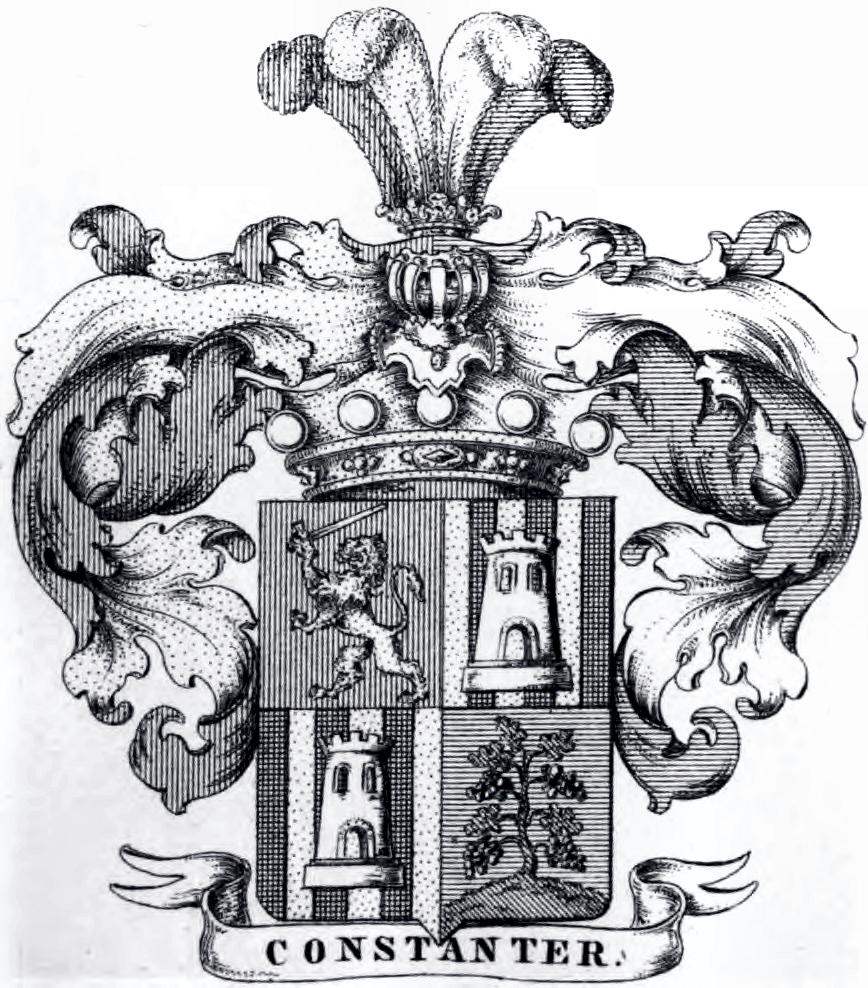
Wappen der Freiherrn Kellner von Köllerstein 1853

1853: Quadrierter Schild. 1. In Rot ein aufgerichteter, nach der rechten Seite fortschreitender goldener Löwe mit ausgeschlagener roter Zunge und über sich gezücktem blanken Schwerte am goldenen Griffe in der rechten Vorderpranke. 2. und 3. Von Gold und Schwarz sechsmal der Länge nach gestreift, darin ein silberner Turm mit verschlossenem Tor, zwei untereinander gesetzten Fenstern und fünf Zinnen. 4. In Blau wächst auf einem aus dem Fußrand sich erhebenden grünen Hügel ein Weinstock mit vier Trauben, davon zwei auf jeder Seite hängen. Auf dem Schild ruht die Freiherrnkrone, auf welcher sich der ins Visier gestellte gekrönte Turnierhelm befindet. Aus der Krone des Helms wachsen vier wallende Straußenfedern, die mittleren rechts golden, links silbern, die äußere rechte rot, die äußere linke blau. Die Helmdecken sind rechts rot mit Gold, links blau mit Silber unterlegt. Die Schildhalter sind zwei aufgerichtete, einwärts gekehrte goldene Löwen mit ausgeschlagenen roten Zungen, mit den Vorderpranken den Schild haltend und auf einem unter dem Schild flatternden roten Band stehend. Auf diesem roten Band steht in goldenen Lapidarbuchstaben die Devise: „Constanter“. Das einfache Adelswappen bestand ohne Schildhalter und Devise aus einem durch ein goldenes Band quergeteilten Schild, dessen oberes Feld dem Feld 1, das untere dem Feld 4 des freiherrlichen Wappen gleich waren und aus der Krone des Helms erhoben sich drei Straußenfedern, eine goldene zwischen einer rechten roten und linken blauen.